# Whatcheeria
Whatcheeria — це вимерлий рід ранніх чотириногоподібних з міссісіпію (ранній карбон) штату Айова. Скам'янілості були знайдені у відкладеннях тріщин віком 340 мільйонів років у місті Дельта. Типовий вид Whatcheeria deltae був названий у 1995 році. Він класифікується в родині Whatcheeriidae разом із близькоспорідненим Pederpes і, можливо, Ossinodus.
Whatcheeria названа на честь What Cheer, штат Айова, рідного міста Пета МакАдамса, геолога, який виявив перші скелети тварини. Вид названий на честь Дельти, штат Айова, місця, де були виявлені скам’янілості.

## Морфологічний опис
Whatcheeria має суміш як примітивних, так і похідних ознак. Whatcheeria виростала до 2 метрів у довжину. Череп глибокий, а морда загострена. Отвір на верхній частині черепа позаду очей, який називається тім'яним отвором, є відносно великим у Whatcheeria. Кістки на поверхні черепа надзвичайно гладкі, на відміну від черепів з ямками багатьох інших ранніх чотириногих. Перед очною ямкою передлобова кістка утворює помітний гребінь. Передлобна частина також виступає вниз, щоб закрити можливий синус.

## Життя
Вірогідно, Whatcheeria була в основному водною: погано окостеніла щиколотка та зап'ястя погано підходять для пересування на суші. Це також підтверджується наявністю каналів бічної лінії на черепі. Попри це, кінцівки дуже великі та кремезні, форма плечової кістки та ліктьової кістки підкреслює втягнення (відкидання передпліччя назад до тулуба) порівняно з будь-яким іншим напрямком руху. Ходьба вимагала б сильного бічного згинання (згинання вбік) хребта, щоб надати рукам достатню свободу рухів. Попри е, Whatcheeria, ймовірно, була здатна до значного бічного згинання завдяки своєму неспеціалізованому задньому тулубу, подібному до інших ранніх чотириногих. Плаваючи, Whatcheeria, швидше за все, використовувала свої виступаючі кінцівки та руки, схожі на весла, більше, ніж коротке тіло чи хвіст. Сучасним аналогом може бути качкодзьоб (Ornithorhynchus anatinus), ссавець, який плаває з невеликою швидкістю, але має високу маневреність завдяки гребним рухам передніх кінцівок. За життя Whatcheeria потенційно полювала, прогулюючись уздовж дна озера або пробираючись через мілководдя, використовуючи свою відносно гнучку шию, щоб збільшити свою здатність ловити здобич. Палеобіологи Чиказького університету порівняли його передбачуваний спосіб життя з сучасними прісноводними хижими рептиліями, такими як крокодили та черепаха-алігатор.